# Kristian Holm Joensen
Kristian Holm Joensen (født 21. december 1964) er en dansk skuespiller.
Joensen blev uddannet fra Skuespillerskolen ved Aarhus Teater i 1992 og debuterede samme år i teatrets opsætning af Richard III. Han var i de følgende år tilknyttet Aarhus Teater, men kom siden til Odense Teater og Det Kongelige Teater. Han er desuden kendt for at have medvirket i teatersport-gruppen Alt på et bræt samt for sin rolle som Ronni i De skrigende halse.
Kristian Holm Joensen var desuden fast element i underholdningsprogrammet Vladimir og Kennedy fra 1997, hvor han spillede flere biroller.

## Filmografi

### Film
- De skrigende halse (1992)
- Når mor kommer hjem (1998)
- Den blå munk (1998)
- Grev Axel (2001)
- Vindmøllernes sus (2016)

### Tv-serier
- Bryggeren (1996-1997)
- Vladimir og Kennedy (1997)
- Pyrus i alletiders eventyr (2000)
- Langt fra Las Vegas (2001-2003)
- Live fra Bremen (Gæst) (2011)
- Jul i hjemmeværnet (Flemming) (2001)
- Tinka og Sjælens Spejl(Kinok) (2022)